# Троицкое (Вашкинский район)
Тро́ицкое — село в Вашкинском районе Вологодской области. Административный центр Киснемского сельского поселения.
С точки зрения административно-территориального деления — центр Киснемского сельсовета.

## География
Троицкое расположено на северном берегу Белого озера, в западной части Вологодской области.
Расстояние по автодороге до районного центра Липина Бора — 24 км. Ближайшие населённые пункты — Аксентьево, Волково, Демидово, Дудрово, Конютино, Коптево, Ляпино, Монастырская, Сидорово, Тарасьево.

## Население
| 2010 |
| ---- |
| 218  |

По переписи 2002 года население — 263 человека (125 мужчин, 138 женщин). Преобладающая национальность — русские (97 %).

## Достопримечательности
В селе Троицкое расположен комплекс памятников архитектуры: церковь Троицы, сторожка, складское помещение при церкви.
На окраине села Троицкое, в 500 метрах к западу от здания школы и в 700 метрах к северу от берега Белого озера, в разрушенном гравийном карьере находится археологический памятник «Киснема» (по местной традиции считается, что это — «Древнее Белоозеро») — один из исторически важных объектов археологии в Вологодской области, предположительно связанный с «варяжским городком» Синеуса. Однако, тщательное обследование северного берега Белого озера, показало, что первые два миниатюрных селища на берегах Киснемки возникли лишь в конце X века.
Рядом с селом расположена стоянка «Слободка» III—II тысячелетий до н. э. — памятник археологии федерального значения.